# Harold Fraser
Harold William "Harry" Fraser (Woodstock, Ontario, Canadà, 26 d'octubre de 1872 - Ottawa Hills, Ohio, 6 de desembre de 1921) va ser un golfista estatunidenc que va competir a finals del segle XX i primers del segle xx.
El 1904 va prendre part en els Jocs Olímpics de Saint Louis, on guanyà la medalla de bronze en la prova per equips del programa de golf, com a membre de l'equip United States Golf Association. En la prova individual quedà eliminat en setzens de final.